# Phibalpteryx
Phibalpteryx là một chi bướm đêm thuộc họ Geometridae.

## Các loài
- Phibalpteryx virgata (Hufnagel, 1767)[1]